# 奥田順子
奥田 順子（おくだ じゅんこ、1982年7月11日 - ）は、日本の読者モデル。愛称は、オクジュン。兵庫県神戸市出身。

## 略歴
付属中、高校を経て、芦屋女子短期大学に入学。在学中から数々の雑誌で読者モデルとして活動。
2003年に春名亜美、村上実沙子と共に読者モデルユニットJAMを結成し、女性誌上で一世を風靡した。
2012年に結婚。2016年6月に第1子男児、2022年7月に第2子女児を出産した。

## 出演

### CM
- コンタクトレンズギャラリー（2008年）

### 広告
- Angel Eyes「終日装用ソフトコンタクトレンズ」イメージモデル（2009年〜）